# Gaetano Genovese
Pour les articles homonymes, voir Genovese.
Gaetano Genovese, né en 1795 à Eboli et mort en 1875 à Naples, est un architecte et décorateur italien.
Il est le principal architecte napolitain pendant toute la période du règne de Ferdinand II, chargé entre autres de la rénovation et de l'agrandissement du palais royal de Naples.

## Biographie

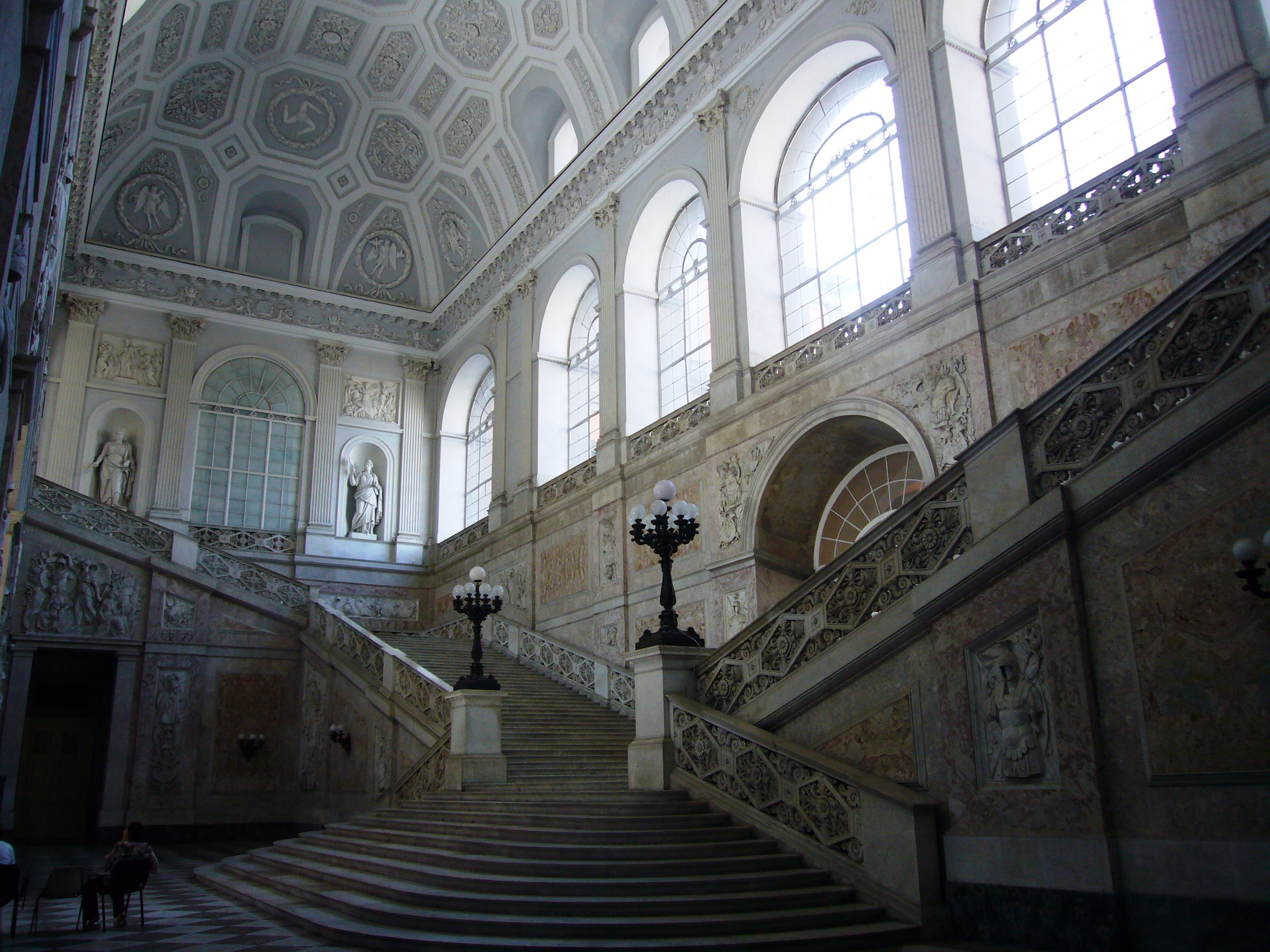
Escalier du palis royal de Milan, restauré par Gaetano Genovese.

Né à Eboli en 1795, Gaetano Genovese étudie l'architecture à l'académie des beaux-arts de Naples puis vient à Rome compléter sa formation.
Nommé architecte adjoint de la maison royale en 1824, il remplace Antonio Niccolini et devient architecte directeur de la maison royale pendant le règne de Ferdinand II après qu'il a, en 1837 et à la demande du roi, restauré le Palais royal de Naples endommagé par un incendie. Ces travaux, qui s'accompagnent d'un profond agrandissement du palais, se poursuivent jusqu'en 1859. Il intervient aussi au palais royal de Caserte, à la villa Pignatelli, à l'église Santa Maria di Monteverginella ; il remodèle le cimetière de Poggioreale. Il n'a jamais, toutefois, construit de bâtiment ex nihilo.
À partir de 1852, il enseigne l'architecture à l'académie des beaux-Arts, qu'il avait fréquentée comme élève et, la même année, exerce également la fonction de directeur des fouilles de Pompéi,.
Gaetano Genovese meurt à Naples en 1875.

## Distinctions
- Ordre royal de François Ier (1857) : chevalier grand-croix[1],[4].